# Mewa (szybowiec)
Mewa – polski dwumiejscowy szybowiec wyczynowy zbudowany w dwudziestoleciu międzywojennym.

## Historia
Inżynierowie Szczepan Grzeszczyk i Antoni Kocjan w 1935 r. zaprojektowali dwuosobowy szybowiec wyczynowy, który otrzymał nazwę Mewa. Jego prototyp, noszący znaki rejestracyjne SP-487, został zbudowany wiosną 1936 r. w Warsztatach Szybowcowych w Warszawie, oblotu dokonał Szczepan Grzeszczyk. Szybowiec miał przekroczoną założoną masę własną o 20 kg. 
Pod koniec czerwca 1936 r. prototyp został przygotowany do startu w IV Krajowych Zawodach Szybowcowych w Ustjanowej. Spodziewano się, że zastosowane w nim klapolotki dadzą mu przewagę nad konkurencją w zakresie rozpiętości prędkości oraz możliwości ciasnego krążenia. Jako pilot został zgłoszony Michał Offierski, organizacją zgłaszającą szybowiec do startu była Liga Obrony Powietrznej i Przeciwgazowej. Z powodu nieukończenia prób nie został dopuszczony do startu. W późniejszym czasie wprowadzono w konstrukcji modyfikacje, zmianie uległo usterzenie pionowe. Środowisko lotnicze pokładało w nowej konstrukcji nadzieje na ustanawianie nowych rekordów w klasie szybowców dwumiejscowych.
Szybowiec wystartował w kolejnych, V Krajowych Zawodach Szybowcowych, które odbyły się w terminie 5–15 sierpnia 1937 r. w Inowrocławiu. Mieczysław Urban, bez pasażera, zajął na nim trzecie miejsce w klasyfikacji ogólnej. Szybowiec wykazał się doskonałymi właściwościami lotnymi nawet w obszarach ujemnej termiki.
W 1938 r. powstał egzemplarz wzorcowy dla produkcji seryjnej, który miał dodane interceptory oraz zmiany w konstrukcji osłony kabiny. Cztery egzemplarze Mewy wystartowały w VI Krajowych Zawodach Szybowcowych w Inowrocławiu, które odbyły się w dniach 13-22 lipca 1938 r. Szybowce zostały dopuszczone do lotów bez pasażera. Romuald Szukiewicz zajął dziewiąte miejsce, Ryszard Dyrgałła piętnaste, Michał Offierski dwudzieste a Mieczysław Urban dwudzieste pierwsze. Budowę jednego z egzemplarzy ufundowały zakłady Strem, które przekazały szybowiec Aeroklubowi Warszawskiemu.
Od 1939 r. szybowiec został dopuszczony do lotów z pasażerem i podjęto próby bicia rekordów w klasie szybowców dwumiejscowych. 27 kwietnia 1939 r. Jerzy Pietrow i Władysław Dziergas wykonali na Mewie lot trwający 11 godzin i 2 minuty, 18 maja 1939 r. Jerzy Pietrow i Józef Jakubiec, startując z Żaru, ustanowili nowy rekord Polski w tej klasie w przelocie otwartym, uzyskując 302 km.
Do września 1939 r. zbudowano pięć egzemplarzy Mewy – prototyp i cztery egzemplarze seryjne. Jeden egzemplarz przetrwał działania wojenne w Miłosnej, skąd został zabrany przez Niemców. Licencję na budowę szybowca uzyskała Estonia i Jugosławia, jeden z wyprodukowanych na licencji egzemplarzy był użytkowany w Jugosławii do lat 50. XX w.
Dokumentacja techniczna Mewy ocalała i po zakończeniu II wojny światowej została przekazana z Jugosławii do Instytutu Szybownictwa. Inżynierowie Józef Niespał i Andrzej Kokot opracowali ją pod kątem rozpoczęcia produkcji. Z przyczyn politycznych władze komunistyczne zdecydowały o skierowaniu do produkcji niemieckiego szybowca DFS Kranich II, który produkowano jako IS-C Żuraw.

## Konstrukcja
Dwumiejscowy szybowiec wyczynowy w układzie wolnonośnego średniopłata o konstrukcji drewnianej.
Kadłub o konstrukcji półskorupowej i przekroju eliptycznym, całkowicie kryty sklejką brzozową. Kabina załogi dwumiejscowa z miejscami w układzie tandem. Osłona kabiny dwuczęściowa, ze szkieletem z rurek stalowych, otwierana na prawo. Pierwsza kabina wyposażona w tablicę przyrządów z prędkościomierzem, wysokościomierzem, wariometrem, busolą i zakrętomierzem. W drugiej kabinie znajdowały się pedały i drążek sterowy, które można było demontować na czas lotu. Pomiędzy załogantami pozostawiono wolną przestrzeń z przeznaczaniem na radiostację i przyrządy pomiarowe. Fotele regulowane, dostosowane do spadochronów plecowych. W kadłubie znajdowały się trzy bagażniki dostępne z wnętrza kabiny. Z produktu kadłuba umieszczono zaczep do lotu na holu oraz hak do startu z lin gumowych.
Skrzydło o obrysie trapezowym, mające w widoku z przodu tzw. mewi kształt, wyposażone w lotki typu Friese (w prototypie zastosowano klapolotki). Dżwigar skrzynkowy, drewniany, wspomagany dodatkowym skośnym zastrzałem pomocniczym. Pokrycie płata do dźwigara sklejką, dalej płótnem. Na górnej powierzchni płata umieszczono drewniane interceptory.
Usterzenie klasyczne, krzyżowe. Statecznik poziomu dwudzielny, płytowy, wolnonośny, zamocowany do statecznika pionowego za pomocą łożysk kulkowych. Statecznik pionowy o konstrukcji drewnianej, ster kierunku rogowo odciążony aerodynamicznie. Stateczniki do dźwigarów kryte sklejką dalej płótnem.
Podwozie jednotorowe z jesionową płozą przednią, amortyzowaną dętką oraz metalową płozą ogonową. Do startu stosowano odrzucany dwukołowy wózek startowy.

## Malowanie
Szybowiec był malowany w całości na kolor kremowy. Na usterzeniu pionowym umieszczone było logo Ligi Obrony Powietrznej i Przeciwgazowej.